# Crioulos malaio-portugueses
Os crioulos malaio-portugueses são as várias línguas crioulas oriundas nos atuais territórios da Malásia, Indonésia e Timor-Leste que tiveram uma substancial influência da língua portuguesa na gramática ou no léxico. Na grande maioria elas se originaram nas antigas colônias de Portugal nessa região. Atualmente só o cristã sobrevive e é falado principalmente em Malaca, na Malásia, e em Singapura.
A variedade do crioulo português de Timor foi falada até há pouco tempo, então também encontrado em Belu, Timor Ocidental. Também a variedade de Jacarta sobreviveu em Tugu até tempos recentes (Wurm e Hattori 1981). Variedades também foram faladas em Larantuca, Flores (falado também até recentemente); Adonara (Vure) e Solor; bem como Sumatra, Calimantã, Celebes e Molucas. Variedades de crioulos de portugueses foram também falado em Banda e Ambão.

## Crioulos
Em várias localidades da Malásia e da Indonésia em que os portugueses estabeleceram entrepostos comerciais, como em Malaca, Sumatra, Macáçar (Celebes), Ambão e Ternate (Molucas), nas Flores e em Timor, surgiram variedades de um crioulo de base portuguesa muito próximo do papiá cristã de Malaca.

### Língua cristã
Na Malásia, mais propriamente em Malaca (possessão portuguesa entre 1511 e 1641), formou-se um crioulo de base portuguesa que até hoje ainda é falado por uma comunidade que se auto intitulam, ou são conhecidos pelo resto da população, como portugueses de Malaca, vivem no chamado Bairro Português ou Kampong Portugis (em malaio), são na sua maioria pescadores. Esta comunidade é formada por mais de mil cristãos, que falam o papiá cristã, língua que, com os seus falantes, migrou para outras localidades como Kuala Lumpur (a capital da Malásia) e Singapura. Até há pouco tempo a língua portuguesa ainda era falada em Pulau Tikus (Penão), mas atualmente é considerada extinta.

### Português de Java
O crioulo funcionou como a língua franca de Batávia (atual Jacarta), desde o século XVII até o início do século XIX, era falado por neerlandeses, descendentes de soldados e de escravos por eles trazidos da Índia e pela comunidade de origem portuguesa. Em Tugu, uma aldeia isolada a norte de Jacarta, a população cristã descendente dos portugueses mantiveram o crioulo vivo, como língua materna, até à década de 1940, embora ainda fosse falado nos finais da década de 1970. A última pessoa que falava este crioulo faleceu no ano de 1978. O curioso é que esta região nunca esteve sob o domínio português.

### Português de Flores
Uma comunidade fugida aos ataques neerlandeses, primeiro de Malaca (1641) e posteriormente de Macáçar (1660) se estabeleceu em Larantuca, na ilha das Flores, onde atualmente ainda se mantêm vestígios do crioulo nas tradições religiosas. Hoje a língua portuguesa sobrevive nesta região através das tradições religiosas e da comunidade Topasse (os atuais descendentes dos homens portugueses com as mulheres nativas) usam a língua em suas rezas. Aos sábados, as mulheres de Larantuca rezam o rosário numa forma corrompida da língua portuguesa.

### Ternateño
Em Ternate, Macáçar, Ambon e Banda, nas Ilhas Molucas, Indonésia, surgiu um crioulo português, o ternateño, que foi falado nas ilhas de Ternate e Halmaera e que encontra-se atualmente extinto. Em Ambão, o português sobrevive na atual língua falada, o malaio ambonês, que contém cerca de 350 termos de origem portuguesa.

### Português de Bidau
Em Timor existiu numa zona suburbana de Díli (atual capital de Timor-Leste) uma variedade de crioulo de base portuguesa, semelhante às de Malaca e de Macau, falada pelos "moradores" de Bidau, soldados e oficiais voluntários provindos da antiga capital, Lifau, e dos estabelecimentos portugueses na ilha das Flores (como o de Larantuca) e de Solor que aí se instalaram, com as suas famílias. Atualmente, apenas alguns timorenses reconhecem a existência deste crioulo que identificam como uma variedade mal falada de português, o português de Bidau. Este crioulo está hoje praticamente extinto.

### Português de Belu
Em Belu e Malaka, Indonésia, perto da fronteira com Timor-Leste. Devido a estas relações e aos seus laços históricos com as colónias portuguesas vizinhas, as regiões de Belu e Malaka são também fortemente influenciadas pelo português, a língua oficial de Timor-Leste. Uma língua crioula de base portuguesa conhecida como crioulo português de Belu era falada por algumas pessoas no início dos anos 2000.